# 細貝沙羅
細貝 沙羅（ほそがい さら、1986年10月1日 - ）は、フジテレビ社員。元同局アナウンサー。

## 来歴
東京都出身。身長164cm。
中学3年でアメリカ合衆国へ渡り、ニューヨークで4年間を過ごした。最初は公立の現地校に通った。その際にアメリカ同時多発テロ事件を経験し、アナウンサーを志望するようになった。
2002年9月、慶應義塾ニューヨーク学院に進学。在学中は茶道部に所属。
2004年に開催された第10回全日本国民的美少女コンテストで本選に進出。
2005年6月、慶應義塾ニューヨーク学院を卒業。9月、慶應義塾大学総合政策学部に進学。
2006年9月に開催されたTokyo Girls Collection 2006 AUTUMN/WINTERにおいて、第3回ミスTGCコンテストに出場。最終審査の5人に選ばれた。
2008年度ミス日本、およびミス慶應コンテストに出場。
2009年9月、慶應義塾大学総合政策学部を卒業。在学中は、障害者福祉のゼミに入って「芸術と障害者」というテーマで研究していたほか、フランスへの短期留学も経験した。
2010年4月1日、フジテレビにアナウンサーとして入社。
2016年6月28日、人事部へ異動。
2023年6月28日、労務厚生部主任に就任。

## 出演番組
- 1924（2010年10月15日 - 2011年3月18日）
- めざにゅ〜（月 - 水曜お天気担当、2010年10月4日 - 2011年9月28日）
- BSフジNEWS（金曜または月曜朝担当、2011年4月 - 9月）
- アナ★バン!（2010年10月 - 2011年9月レギュラー出演、2011年10月以降不定期出演）
- プロバスケ! bjリーグtv（2011-2012シーズン～2013-2014シーズン、2011年10月7日 - 2014年）
- FNNスーパーニュースWEEKEND（土曜→日曜ナレーター担当、2012年7月 - 2014年9月）
- プロ野球ニュース（木曜→金曜→日曜→水曜担当[8]、2011年 - 2014年）
- FNNスーパーニュース（フィールドキャスター　2011年10月3日 - 遅くとも2015年3月）
- ホウドウキョク24「さらのちゃんねる」ほか（2015年4月1日 - 2016年7月2日）
- BSフジNEWS（土曜昼担当　2011年10月 - 2016年6月）
- プロゴルファーTV（フジテレビONE／月1回　2011年7月 - 2016年6月）
- プロ野球ニュース2015 (フジテレビONE、日曜日不定期)

## 書籍
- sarayuki（東京ニュース通信社、2012年10月、ISBN 978-4863362673） - 同期の山﨑夕貴とコンビを組んだパーソナルブック。同社の『B.L.T.』の記事に未公開カットを加えたもの。

## 同期入社
- 谷岡慎一
- 木下康太郎
- 山﨑夕貴（お笑い芸人・おばたのお兄さん夫人）